# Tureberg
Tureberg uttal (fil) är en kommundel i Sollentuna kommun, Stockholms län med drygt 15 000 invånare. Bebyggelsen ingår i sin helhet i tätorten Sollentuna och Upplands Väsby. 
Tureberg ligger centralt inom kommunen och gränsar till kommundelarna Häggvik, Edsberg, Sjöberg och Helenelund samt till Hansta och  Akalla i Västerort inom Stockholms kommun. Tureberg är ett lokalt administrativt och kommersiellt centrum. Vid torget ligger Turebergshuset, som är kommunhus, Arena Satelliten och gallerian Sollentuna centrum. Strax nordost om centrumet finns även Sollentuna sjukhus. På andra sidan järnvägen finns Rättscentrum Sollentuna med polisstation, häkte och tingshus.
Kommundelen är vidare indelad i områdena Bagarby, Knista, Töjnan, Nytorp, Skansen, Hersby, Fågelsången och Sollentuna centrum.
Tureberg delas på mitten av järnvägen. Vid pendeltågsstationen Sollentuna finns en stor bussterminal med busstrafik täckande stora delar av Norrort.

## Historia
Tureberg fick sitt namn av Thure Gustaf Rudbeck, efter att det gamla Bagare by ombildats till gården Tureberg. Från slutet av 1800-talet började villabebyggelse växa upp. Exploateringen av Tureberg påbörjades först 1910 då auditören Clas Östberg köpte 30 hektar mark mellan järnvägsstationen och sjön Edsviken av Edsbergs gods. Området styckades i 61 villatomter, varav 20-talet var sålda redan vid första årets utgång. Före tomtförsäljningen ordnades vägar samt vatten- och avloppssystem. Ansvaret för dessa och kontrollen av samhällets utbyggnad överlät Östberg 1911 till den då för ändamålet bildade Turebergs villaägareförening upa. 
Hyreshusbebyggelse tillkom på 1960-talet och köpcentrumet öppnades 1975, men har senare utvidgats.

## Sollentuna centrum
Sollentuna centrum är ett köpcentrum i Tureberg men även namnet på området runt omkring. Se vidare Sollentuna centrum. Köpcentrumet invigdes år 1975 men har renoverats och byggts ut sedan dess. Med sina 120 butiker och sina 1 500 parkeringsplatser har det kommit att bli ett av Storstockholms största köpcentrum.